# Богодаровский сельский совет (Чернухинский район)
Богодаровский сельский совет (укр. Богодарівська сільська рада) — входит в состав
Чернухинского района
Полтавской области
Украины.
Административный центр сельского совета находится в 
с. Богодаровка.

## Населённые пункты совета
- с. Богодаровка
- с. Голотовщина
- с. Осняг